# Ceylonspathius nixoni
Ceylonspathius nixoni är en stekelart som beskrevs av Sergey A. Belokobylskij 2002. Ceylonspathius nixoni ingår i släktet Ceylonspathius och familjen bracksteklar. Inga underarter finns listade i Catalogue of Life.